# Hallänning, svensk, europé
Hallänning, svensk, europé är en bok skriven av Carl Bildt. Den utgavs 1991 på Bonniers förlag.
Uttrycket har senare använts i andra sammanhang där någon vill framhäva att Sverige är en del av Europa, men många gånger även med andra svenska landskap i fokus.